# Организм
Органи́зм (позднелат. organismus от позднелат. organizo  «сообщаю стройный вид», от др.-греч. ὄργανον — «орудие») — живое тело, обладающее совокупностью свойств, отличающих его от неживой материи, в том числе обменом веществ, самоподдерживанием своего строения и организации, способностью воспроизводить их при размножении, сохраняя наследственные признаки. Термин организм введён Аристотелем. Он выявил, что любое живое существо характеризуется чёткой и строгой организацией, в отличие от неживого.
Может рассматриваться как отдельная особь, элемент, при этом входя в биологический вид и популяцию, являясь структурной единицей популяционно-видового уровня жизни.
В обобщённом смысле, как «типовая особь» биологической группы, которой присущи её основные свойства, организм — один из главных предметов изучения в биологии. Для удобства рассмотрения все организмы распределяются по разным группам и категориям, что составляет биологическую систему их классификации. Самое общее их деление — на ядерные и безъядерные. По числу составляющих организм клеток их делят на внесистематические категории одноклеточных и многоклеточных. Особое место между ними занимают колонии одноклеточных.
Формирование целостного многоклеточного организма — процесс, состоящий из дифференцировки структур (клеток, тканей, органов) и функций и их интеграции как в онтогенезе, так и в филогенезе. Многие организмы организованы во внутривидовые сообщества (например, семья или рабочий коллектив у людей).

## Отличия от неживой природы
Живые организмы отличаются от тел неживой природы более сложным химическим составом (в частности, обязательным наличием белков и нуклеиновых кислот) и совокупностью свойств живого (по отдельности большинство из этих свойств имеются и у некоторых объектов неживой природы).

### Обмен веществ
- Питание — усвоение питательных веществ, пищи живым организмом.
- Выделение — процесс вывода ненужных или вредных для организмов продуктов жизнедеятельности.
- Движение — изменение положения тела или частей тела особи в пространстве.

### Наследственность и изменчивость
- Наследственность — свойство передавать потомкам свои признаки.
- Изменчивость — различия признаков между особями одного вида, в том числе наследственно обусловленные.

### Восприятие и переработка информации
- Раздражимость и возбудимость — способность организма воспринимать информацию и избирательно реагировать на неё.

### Рост, развитие, размножение
- Рост — увеличение массы и размеров особи за счёт процессов биосинтеза.
- Развитие — относительно необратимые изменения организма в течение жизни.
- Размножение — воспроизведение себе подобных особей.

## Одноклеточные и многоклеточные организмы
Кле́тка — основная единица жизни, реальный носитель её свойств, элементарная единица строения и жизнедеятельности всех живых организмов (кроме вирусов, о которых нередко говорят как о неклеточных формах жизни), обладающая всей совокупностью свойств живого, собственным механизмом обмена веществ, способная к самостоятельному существованию, самовоспроизведению и развитию. Все живые организмы либо, как многоклеточные животные, растения и грибы, состоят из множества клеток, либо, как многие простейшие и бактерии, являются одноклеточными организмами. Раздел биологии, занимающийся изучением строения и жизнедеятельности клеток, получил название цитологии. В последнее время принято также говорить о биологии клетки, или клеточной биологии.

Строение типичной клетки прокариот:
капсула, клеточная стенка, плазмалемма, цитоплазма, рибосомы, плазмида, пили, жгутик, нуклеоид

### Одноклеточный организм
Одноклеточные организмы — внесистематическая категория живых организмов, тело которых состоит из одной (в отличие от многоклеточных) клетки (одноклеточность). К ней могут относиться как прокариоты, так и эукариоты. Считается, что одноклеточными были первые живые организмы Земли. Наиболее древними из них считаются бактерии и археи. Термин «одноклеточные» также иногда используется как синоним протист (лат. Protozoa,Protista).

### Многоклеточный организм
Многоклеточный организм — внесистематическая категория живых организмов, тело которых состоит из многих клеток, большая часть которых (кроме стволовых, например, клеток камбия у растений) дифференцированы, то есть различаются по строению и выполняемым функциям. Следует отличать многоклеточность и колониальность. У колониальных организмов отсутствуют настоящие дифференцированные клетки, а следовательно, и разделение тела на ткани. Граница между многоклеточностью и колониальностью нечёткая. Например, вольвокс часто относят к колониальным организмам, хотя в его «колониях» есть чёткое деление клеток на генеративные и соматические. Кроме дифференциации клеток, для многоклеточных характерен и более высокий уровень интеграции, чем для колониальных форм. Многоклеточные животные, возможно, появились на Земле 2,1 миллиарда лет назад, вскоре после «кислородной революции».

## Классификация организмов на основании строения клеток
Все клеточные формы жизни на Земле по строению клеток условно разделяются на два надцарства (домена):
- прокариоты (доядерные) — более простой тип клеток, эволюционно первичны;
- эукариоты (ядерные) — более прогрессивный тип клеток, происходящий от прокариот. Характеризуются в первую очередь наличием клеточного ядра. Подавляющее большинство известных многоклеточных организмов, в том числе человек, являются эукариотическими.

### Эукариоты
Эукарио́ты, или я́дерные (лат. Eucaryota от греч. εύ- — хорошо и κάρυον — ядро) — домен (надцарство) живых организмов, клетки которых содержат я́дра. Все клеточные формы жизни, кроме бактерий и архей, являются ядерными.
Ядерное надцарство делится на четыре царства: животные, растения, грибы, а также протисты — причём последние являются парафилетической группой, предковой для трёх остальных.
Независимо от количества клеток в организме и их специализации, все эукариотические организмы обладают значительным сходством принципиального строения клетки. Все эукариоты имеют общее происхождение, поэтому группа ядерных рассматривается как монофилетический таксон наивысшего ранга. Согласно наиболее распространённой оценке, эукариоты появились 1,5—2 млрд лет назад. Важную роль в эволюции эукариот сыграл симбиогенез: симбиоз между эукариотической клеткой (видимо, уже имевшей ядро и способной к фагоцитозу) и проглоченными этой клеткой бактериями — предшественниками митохондрий и хлоропластов.

### Мезокариоты
Мезокариоты (лат. mesocaryota) — организмы с промежуточным между прокариотами и эукариотами типом организации генетического аппарата. К мезокариотам относятся динофитовые водоросли — динофлагеллаты.
Мезокариоты уже обладают чётко дифференцированным ядром, однако в его строении сохранились некоторые черты примитивности, присущие нуклеоиду. Подобная двойственность проявляется и в других чертах организации клетки. Ядро мезокариот, называемое динокарион, содержит от 5 до 284 «хромосом» и характеризуется значительным содержанием ДНК (3—200 пг), по кинетическим параметрам напоминающее эукариотическое, но обогащённое 5-гидроксиметилурацилом (3—19 мол. %).
«Хромосомы» постоянно конденсированы, то есть молекулярно-генетические процессы осуществляются в этих морфологически стабильных структурах. Гистоны и нуклеосомная организация в них не обнаружены, хотя выявлено небольшое количество гистоноподобных белков, не гомологичных ни гистонам, ни гистоноподобным белкам прокариот (отношение белок/ДНК — 0,1, в то время как у остальных эукариот оно близко к 1). Распределения «хромосом» при делении клеток, по-видимому, опосредуются их контактом с сохраняющей интактность ядерной мембраной.
Отсутствуют данные о наличии какого-либо периода синтеза ДНК, подобного S-фазе интерфазы эукариот. Не исключено, что транскрипционная активность ограничена периферической диффузной областью «хромосом» мезокариот. Тип организации генетического аппарата мезокариот может рассматриваться эволюционно не только как переходный от прокариот к эукариотам, но и как независимая ветвь развития от общих с эукариотами предков, например, древних архебактерий.

### Прокариоты
Прокарио́ты (лат. Procaryota, от др.-греч. προ «перед» и κάρυον «ядро»), или доядерные — одноклеточные живые организмы, не обладающие (в отличие от эукариот) оформленным клеточным ядром и другими внутренними мембранными органоидами (за исключением плоских цистерн у фотосинтезирующих видов, например, у цианобактерий).
Для клеток прокариот характерно отсутствие ядерной оболочки, ДНК упакована без участия гистонов. Тип питания осмотрофный.
Единственная крупная кольцевая (у некоторых видов — линейная) двухцепочечная молекула ДНК, в которой содержится основная часть генетического материала клетки (так называемый нуклеоид) не образует комплекса с белками-гистонами (так называемого хроматина). К прокариотам относятся бактерии, в том числе цианобактерии (сине-зелёные водоросли), и археи. Потомками прокариотических клеток являются органеллы эукариотических клеток — митохондрии и пластиды.
Прокариоты разделяют на два таксона в ранге домена (надцарства): Бактерии (Bacteria) и Археи (Archaea).
Изучение бактерий привело к открытию горизонтального переноса генов, который был описан в Японии в 1959 г. Этот процесс широко распространён среди прокариот, а также у некоторых эукариот.
Открытие горизонтального переноса генов у прокариот заставило по-другому взглянуть на эволюцию жизни. Ранее эволюционная теория базировалась на том, что виды не могут обмениваться наследственной информацией.
Прокариоты могут обмениваться генами между собой непосредственно (конъюгация, трансформация) а также с помощью вирусов — бактериофагов (трансдукция).
Характерными особенностями прокариотов является: отсутствие чётко оформленного ядра; наличие жгутиков, плазмид и газовых вакуолей; структуры, в которых происходит фотосинтез; формы размножения; размер рибосомы (70s).

#### Археи
Архе́и (лат. Archaea от др.-греч. ἀρχαῖος «извечный, древний, первозданный, старый») — домен живых организмов (по трёхдоменной системе Карла Вёзе наряду с бактериями и эукариотами). Археи представляют собой одноклеточные микроорганизмы, не имеющие ядра, а также каких-либо мембранных органелл.
Ранее археи объединяли с бактериями в общую группу, называемую прокариоты (или царство Дробянки (лат. Monera)), и они назывались архебактерии, однако сейчас такая классификация считается устаревшей: установлено, что археи имеют свою независимую эволюционную историю и характеризуются многими биохимическими особенностями, отличающими их от других форм жизни.
В настоящее время археи подразделяют на 5 типов. Из этих групп наиболее изученными являются кренархеоты (лат. Crenarchaeota) и эвриархеоты (лат. Euryarchaeota). Классифицировать археи по-прежнему сложно, так как подавляющее большинство из них никогда не выращивались в лабораторных условиях и были идентифицированы только по анализу нуклеиновых кислот из проб, полученных из мест их обитания.
Археи и бактерии очень похожи по размеру и форме клеток, хотя некоторые археи имеют довольно необычную форму, например, клетки Haloquadratum walsbyi плоские и квадратные. Несмотря на внешнее сходство с бактериями, некоторые гены и метаболические пути архей сближают их с эукариотами (в частности ферменты, катализирующие процессы транскрипции и трансляции). Другие аспекты биохимии архей являются уникальными, к примеру, присутствие в клеточных мембранах липидов, содержащих простую эфирную связь. Большая часть архей — хемоавтотрофы. Они используют значительно больше источников энергии, чем эукариоты: начиная от обыкновенных органических соединений, таких как сахара, и заканчивая аммиаком, ионами металлов и даже водородом. Солеустойчивые археи — галоархеи (лат. Haloarchaea) — используют в качестве источника энергии солнечный свет, другие виды архей фиксируют углерод, однако, в отличие от растений и цианобактерий (синезелёных водорослей), ни один вид архей не делает и то, и другое одновременно. Размножение у архей бесполое: бинарное деление, фрагментация и почкование. В отличие от бактерий и эукариот, ни один известный вид архей не формирует спор.
Изначально археи считали экстремофилами, живущими в суровых условиях, таких как горячие источники и солёные озёра, однако потом они были обнаружены в самых различных местах, включая почву, океаны, болота и толстую кишку человека. Архей особенно много в океанах, и, возможно, планктонные археи являются самой многочисленной группой ныне живущих организмов. В наше время археи признаны важной составляющей жизни на Земле и играют роль в круговоротах углерода и азота. Ни один из известных представителей архей не является паразитом или патогенным организмом, однако часто они бывают мутуалистами и комменсалами. Некоторые представители являются метаногенами и обитают в пищеварительном тракте человека и жвачных, где очень многочисленны и помогают осуществлять пищеварение. Метаногены используются в производстве биогаза и очистке канализационных сточных вод, а ферменты экстремофильных микроорганизмов, сохраняющие активность при высоких температурах и в контакте с органическими растворителями, находят своё применение в биотехнологии.

## Другие виды организмов

### Микроорганизм
Микрооргани́змы, (микро́бы) — собирательное название группы живых организмов, которые слишком малы для того, чтобы быть видимыми невооружённым глазом (их характерный размер — менее 0,1 мм). В состав микроорганизмов входят как безъядерные (прокариоты: бактерии, археи), так и эукариоты: некоторые грибы, протисты, но не вирусы, которые обычно выделяют в отдельную группу. Большинство микроорганизмов состоят из одной клетки, но есть и многоклеточные микроорганизмы, точно так же, как и есть некоторые одноклеточные макроорганизмы, видимые невооружённым взглядом, например Thiomargarita namibiensis, представители рода Caulerpa (являются гигантскими поликарионами). Изучением этих организмов занимается наука микробиология.

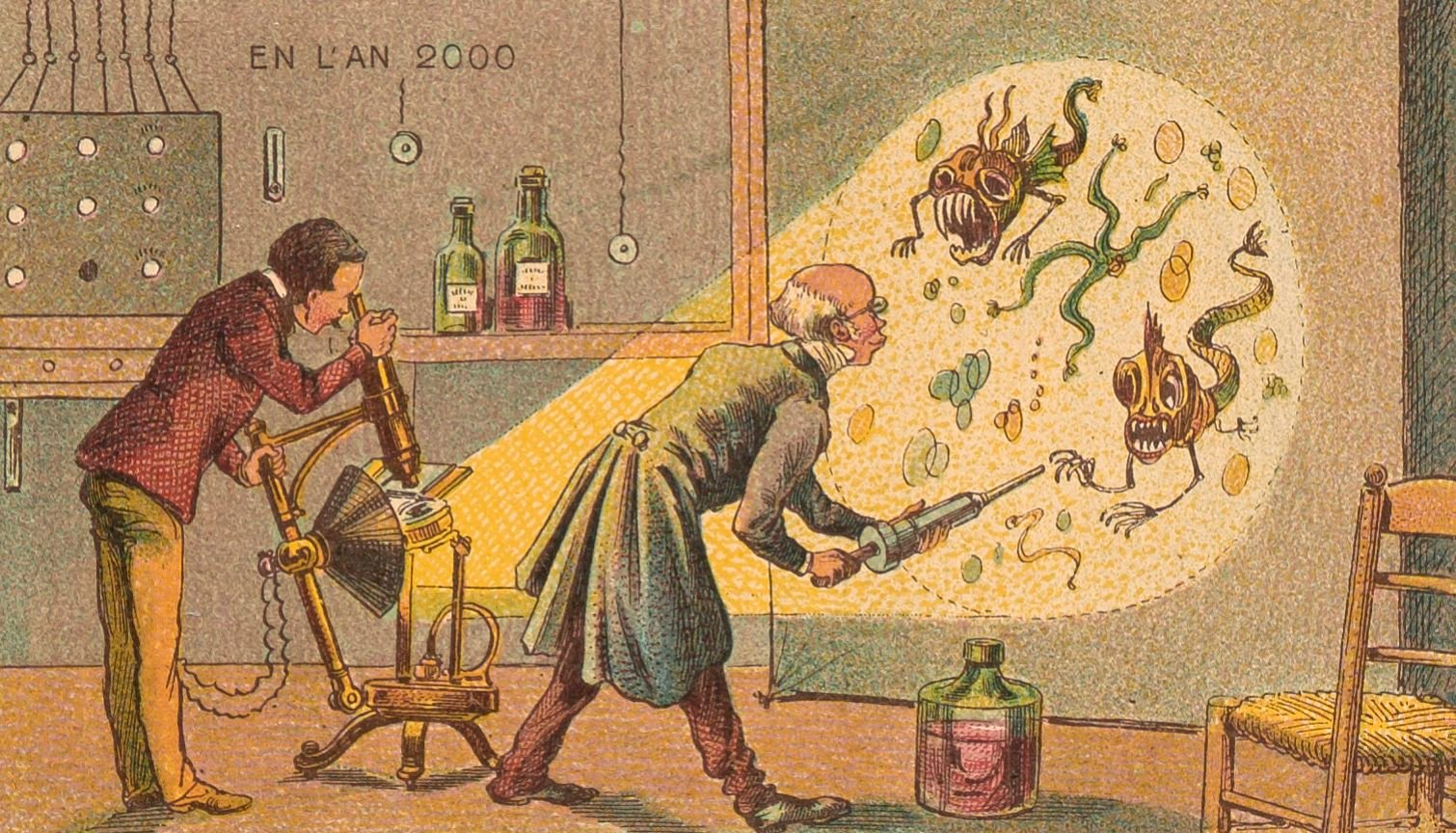
Борьба с микробами. Французская карточка 1900 года

### Колониальный организм
Колониа́льный органи́зм — термин, который объединяет две группы организмов:
1. Организмы, состоящие из множества клеток, слабо дифференцированных и не разделённых на ткани; во многих случаях каждая такая клетка сохраняет способность к размножению (вольвоксовые зелёные водоросли Pandorina, Eudorine и др., многие виды сувоек и другие группы протистов).
2. Многоклеточные организмы, образующие колонии из нескольких особей, более или менее тесно связанных между собой, обычно имеющих одинаковый генотип и общий обмен веществ и системы регуляции. Среди животных к таким организмам относятся многие виды коралловых полипов, мшанок, губок и др. В ботанике для обозначения таких организмов принят термин «модулярные» (в противоположность унитарным) — это, например, корневищные злаки, ландыш и др.

От истинно многоклеточных организмов колониальные отличаются прежде всего более низким уровнем целостности (например, на отдельные раздражители часто реагируют отдельные особи, а не вся колония как целое), а колониальные протисты — также более низким уровнем дифференциации клеток. У многих высокоинтегрированных подвижных колоний (морские перья, сифонофоры и др.) уровень целостности достигает уровня единого организма, а отдельные особи выполняют роль органов колонии. У таких (и многих других) колоний имеется общая часть (стебель, ствол), которая не принадлежит ни одной из особей.

### Трансгенный организм
Трансге́нный органи́зм — живой организм, в геном которого искусственно введён ген другого организма. Ген вводится в гено́м хозяина в форме так называемой «генетической конструкции» — последовательности ДНК, несущей участок, кодирующий белок, и регуляторные элементы (промотор, энхансер и пр.), а также в некоторых случаях элементы, обеспечивающие специфическое встраивание в геном (например, т. н. «липкие концы»). Генетическая конструкция может нести несколько генов, часто она представляет собой бактериальную плазмиду или её фрагмент.
Целью создания трансгенных организмов является получение организма с новыми свойствами. Клетки трансгенного организма производят белок, ген которого был внедрён в геном. Новый белок могут производить все клетки организма (неспецифическая экспрессия нового гена), либо определённые клеточные типы (специфическая экспрессия нового гена).
Создание трансгенных организмов используют:
- в научном эксперименте для развития технологии создания трансгенных организмов, для изучения роли определённых генов и белков, для изучения многих биологических процессов; огромное значение в научном эксперименте получили трансгенные организмы с маркерными генами (продукты этих генов с лёгкостью определяются приборами, например зелёный флуоресцентный белок, визуализируют с помощью микроскопа, так легко можно определить происхождение клеток, их судьбу в организме и т. д.);
- в сельском хозяйстве для получения новых сортов растений и пород животных;
- в биотехнологическом производстве плазмид и белков.

### Вирусы как живые организмы
Вопрос отнесения вирусов к живым организмам носит дискуссионный характер, так как они не способны к самостоятельному размножению вне живых клеток.

## Экологические классификации

### По способам питания и получения энергии
- По способности синтезировать все необходимые для жизнедеятельности органические вещества: автотрофные — не нуждаются в готовых органических веществах, гетеротрофные — нуждаются в готовых органических веществах.

### По отношению к различным факторам среды
- По уровню необходимой кислотности среды различают ацидофильные и ацидофобные организмы.
- По необходимости кислорода для жизнедеятельности: аэробные и анаэробные организмы.

## Типы отношений между организмами
Отношения могут быть как внутри-, так и межвидовые.
Возможны следующие виды влияний одних организмов на другие:
- Положительное (+) — один организм получает пользу за счёт другого.
- Отрицательное (−) — организму причиняется вред из-за другого.
- Нейтральное (0) — другой никак не влияет на организм.

Таким образом, возможны следующие варианты отношений между двумя организмами по типу влияния их друг на друга:

### Симбиоз
Симбио́з (от греч. συμ- — «совместно» и βίος — «жизнь») — взаимовыгодное отношение организмов двух или нескольких разных видов. В природе встречается широкий спектр примеров взаимовыгодного симбиоза (мутуализм). От желудочных и кишечных бактерий, без которых было бы невозможно пищеварение, до растений (зачастую орхидеи), чью пыльцу может распространять только один, определённый вид насекомых. Такие отношения успешны всегда, когда они увеличивают шансы обоих партнёров на выживание. Осуществляемые в ходе симбиоза действия или производимые вещества являются для партнёров существенными и незаменимыми. В обобщённом понимании такой симбиоз — промежуточное звено между взаимодействием и слиянием.
В более широком научном понимании симбиоз — это любая форма взаимодействия между организмами разных видов, в том числе паразитизм (отношения, выгодные одному, но вредные другому симбионту). Обоюдно выгодный вид симбиоза называют мутуализмом. Комменсализмом называют отношения, полезные одному, но безразличные другому симбионту, а аменсализмом — отношения, вредные одному, но безразличные другому.

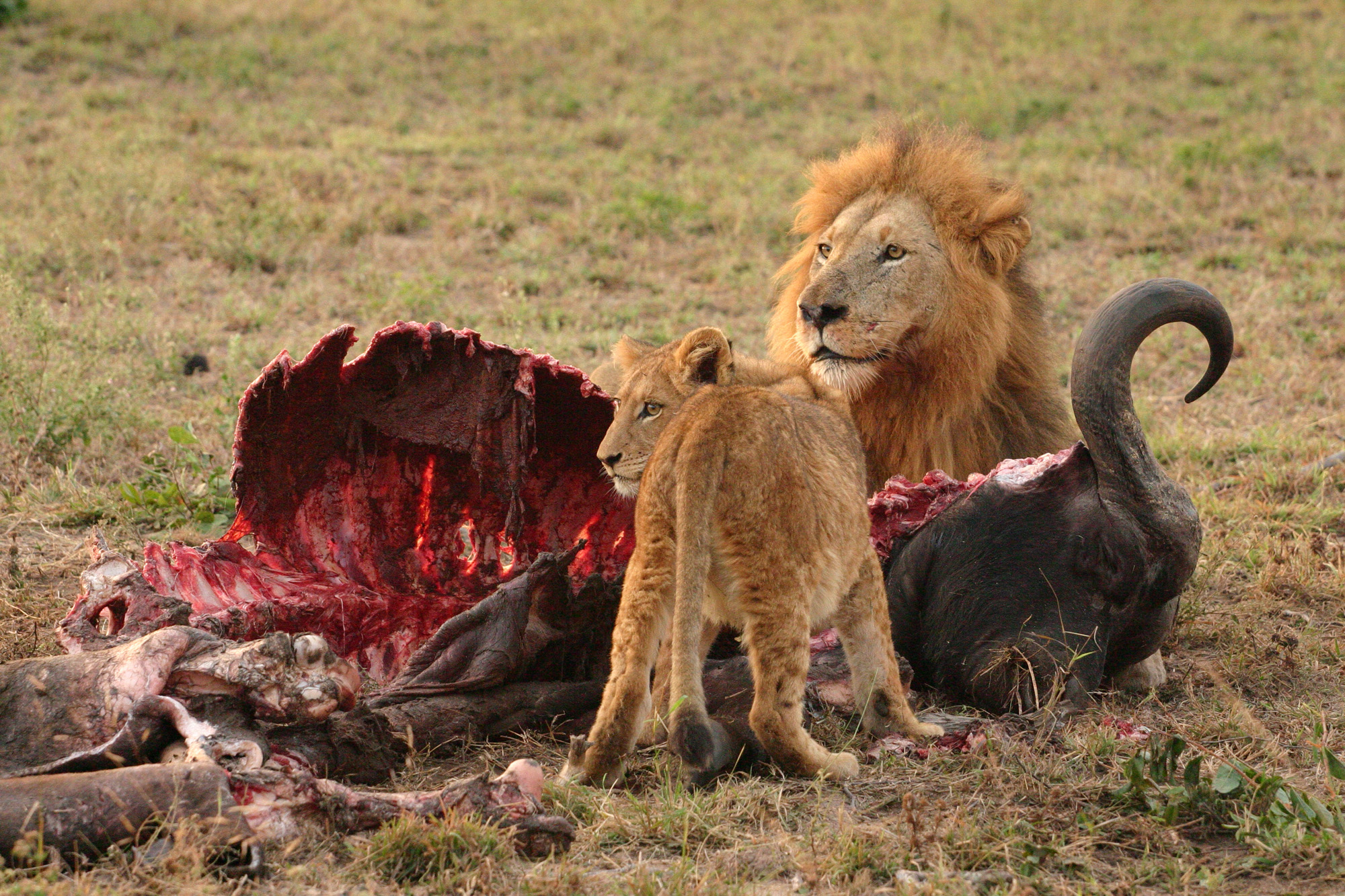
Львы, убившие буйвола

### Хищничество
Хищничество — трофические отношения между организмами, при которых один из них (хищник) атакует другого (жертву) и питается частями его тела, то есть обычно присутствует акт умерщвления жертвы. Иногда в широком смысле под этим термином понимают всякое выедание одних организмов другими (полное или частичное без умерщвления), то есть отношение, например, животных-фитофагов и их кормовых растений, паразитов и их хозяев. Хищничество обычно противопоставляется постоянному поеданию трупов (некрофагии, хотя многие хищники также иногда питаются и падалью) и органических продуктов их разложения (детритофаги).
Довольно популярно также другое определение хищничества, предлагающее хищниками называть лишь организмы, поедающие животных, в отличие от растительноядных, поедающих растения.
В современной экологии, как правило, используется первое, более общее определение, под которое подходит в том числе и паразитизм, для которого характерен симбиоз паразита и хозяина, то есть частично по типу взаимодействия травоядных и растений. Кроме того, внутривидовым хищничеством следует считать поедание особей своего вида (каннибализм).
Кроме многоклеточных животных, в роли хищников могут выступать протисты, грибы и высшие растения.
Хищники делятся на засадников (подстерегающих свои жертвы) и преследователей. Иногда встречаются коллективные формы охоты (например, у львов, волков).

### Нейтрализм
Нейтрализм — межвидовое взаимодействие биотических факторов. Оба вида не оказывают никакого воздействия друг на друга. В природе истинный нейтрализм крайне редок или даже невозможен, поскольку между всеми видами возможны косвенные взаимоотношения. В связи с этим понятие нейтрализма часто распространяют на случаи, когда взаимодействие между видами слабое или несущественно. Например: белка и лось, рост штаммов стрептококк и лактобактерий.

### Антибиоз
Антибиоз (от др.-греч. ἀντι- — против, βίος — жизнь) — антагонистические отношения видов, когда один организм ограничивает возможности другого, невозможность сосуществования организмов, например из-за интоксикации одними организмами (антибиотиками, фитонцидами) среды обитания других организмов. Случай, когда негативное воздействие направлено лишь в одну сторону, называется аменсализм, обоюдное негативное влияние организмов описывается термином конкуренция.
Термин введён микробиологом Зельманом Ваксмэном в 1942 году. Пример — отношения молочнокислых и гнилостных бактерий.